# A92公路
A92公路是一條連接蘇格蘭法夫、鄧迪、安格斯、阿伯丁郡和阿伯丁的主要高速公路，從南面的鄧弗姆林開始，至阿伯丁北面的布萊克多格為終點。